# Arboretum Vrahovice

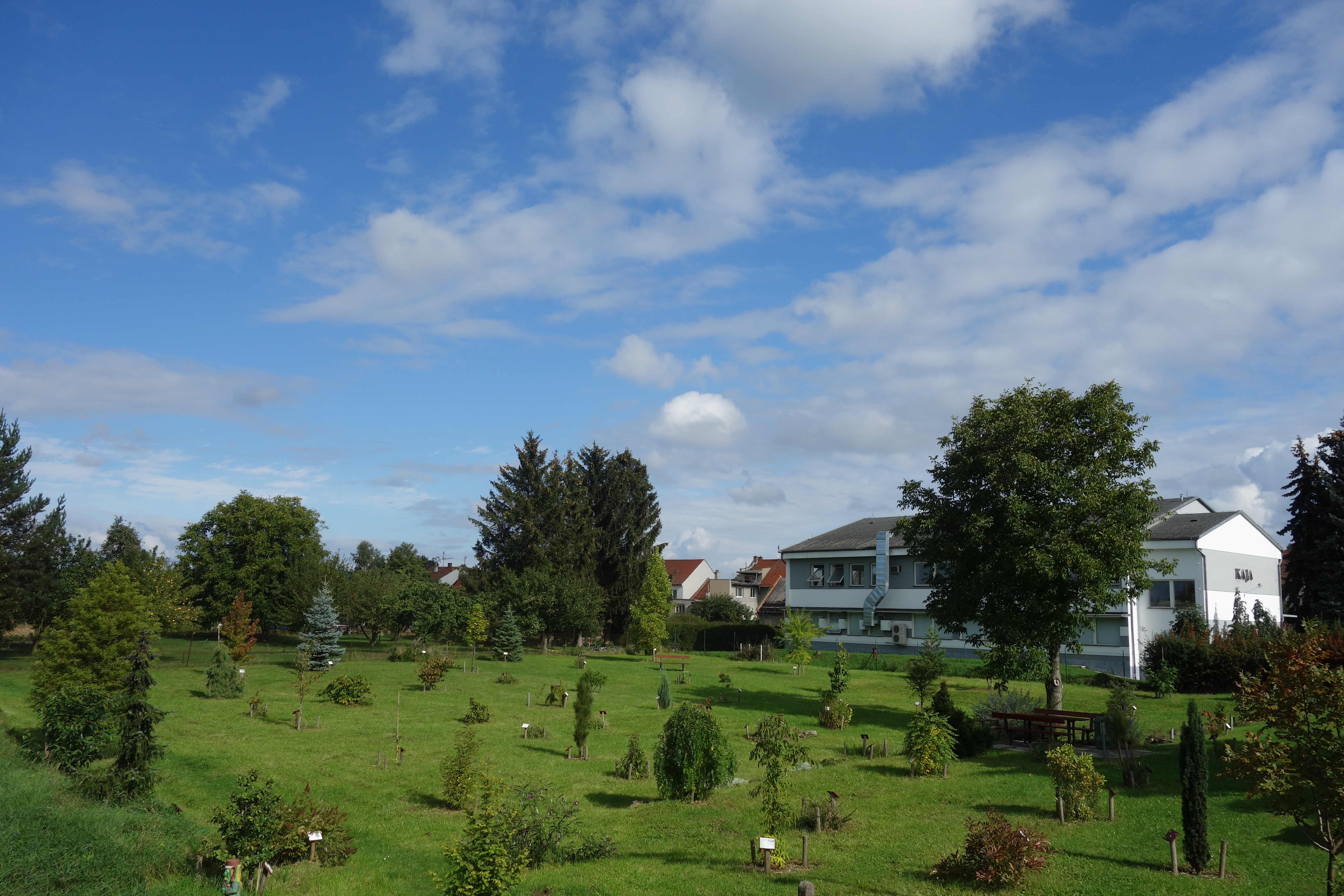
Arboretum Vrahovice

Arboretum Vrahovice – arboretum znajdujące się w Czechach, w Kraju ołomunieckim, w Vrahoviciach. Pełni funkcje naukowo-badawcze, dydaktyczne oraz rekreacyjno-wypoczynkowe. Arboretum Vrahovice powstało w 2010. W kolekcji Arboretum znajdują się 90 gatunków roślin europejskich, azjatyckich i północnoamerykańskich.